# Yong’an (köpinghuvudort i Kina, Liaoning Sheng, lat 40,57, long 122,49)
Yong'an är en köpinghuvudort i Kina. Den ligger i provinsen Liaoning, i den nordöstra delen av landet, omkring 160 kilometer sydväst om provinshuvudstaden Shenyang. Antalet invånare är 24 908. Befolkningen består av 12 096 kvinnor och 12 812 män. Barn under 15 år utgör 12,0 %, vuxna 15-64 år 77 %, och äldre över 65 år 10,0 %.
Runt Yong'an är det tätbefolkat, med 331 invånare per kvadratkilometer. Närmaste större samhälle är Dashiqiao, 7,4 km norr om Yong'an. Trakten runt Yong'an består till största delen av jordbruksmark.
Genomsnittlig årsnederbörd är 976 millimeter. Den regnigaste månaden är juli, med i genomsnitt 249 mm nederbörd, och den torraste är januari, med 7 mm nederbörd.